# Internationaler Flughafen Aleppo

i7
i11
i13
Der Flughafen Aleppo (arabisch مطار حلب الدولي, DMG Maṭār Ḥalab ad-duwalī, IATA-Code: ALP, ICAO-Code: OSAP)  ist ein internationaler Flughafen bei Aleppo, der zweitgrößten Stadt in Syrien.
Der Flughafen verfügt neben dem zivilen auch über einen militärisch genutzten Bereich, wobei der eigentliche Militärflugplatz Kuweyres circa 30 km östlich liegt. Der Flughafen von Aleppo galt vor dem Syrischen Bürgerkrieg 2011 nach dem Flughafen Damaskus als der zweitverkehrsreichste Flughafen von Syrien. Im Jahr 2005 verzeichnete der Flughafen bei 8552 Starts und Landungen ein Aufkommen von 487.471 Passagieren und 2825 Tonnen Fracht.

## Geschichte
Vor dem Syrischen Bürgerkrieg verfügte der Flughafen über eine Kapazität von etwa 1,5 Millionen Fluggästen. Am Flughafen befanden sich neben einem Duty-free-Shop eine Bank, ein Café sowie ein Mietwagenverleih.
Syrian Arab Airlines, die nationale Fluggesellschaft von Syrien, hatte in Aleppo ein zweites Drehkreuz. Außerdem wurde der Flughafen von einigen weiteren Fluggesellschaften aus Afrika, Asien und Europa angeflogen.
Der Flughafen musste schließlich im Zuge des Bürgerkriegs im Januar 2013 geschlossen werden und konnte erst ein Jahr später nach Vorstößen der Regierungstruppen wiedereröffnet werden. Am 22. Januar 2014 landete einmalig ein ziviler Flug und brachte ausländische Journalisten in die Stadt.
Im August 2019 verkündete Aleppos Gouverneur Hussein Diab, dass der internationale Flughafen in Aleppo wieder betriebsbereit sei. Am 18. Februar 2020 landete dann eine Delegation der Regierung aus Damaskus mit einer Jakowlew Jak-40, um sich vor Ort ein finales Bild zu machen und den Flughafen offiziell wiederzueröffnen und die Freigabe für die ersten Linienflüge zu geben. Daraufhin wurde der zivile, kommerzielle Flugbetrieb wieder aufgenommen. Es sind Verbindungen nach Damaskus und zum Flughafen Kairo-International in Ägypten geplant.
Aktuell gibt es fünf wöchentliche Flüge, welche durch Cham Wings Airlines mit einem Airbus A320 angeboten werden. Die Flüge gehen in die syrische Hauptstadt nach Damaskus, nach Beirut (Libanon), Jerewan (Armenien) und nach Schardscha (Vereinigte Arabische Emirate).

## Zwischenfälle
- Am 6. Februar 1967 wurde eine Douglas DC-3/C-47B-40-DK der Syrian Arab Airlines (Luftfahrzeugkennzeichen YK-ACB) im Anflug auf den Flughafen Aleppo unter den Gleitpfad geflogen. Es kam zu einem Strömungsabriss, das Flugzeug stürzte wenige hundert Meter vor der Landebahn ab. Bei dem Unfall in schlechter Sicht kamen 8 der 16 Insassen ums Leben, allesamt Passagiere.[7]